# Alison (C’est Ma Copine A Moi)
Az Alison (C’est Ma Copine A Moi) című dal a francia származású Jordy 2. kimásolt kislemeze a Pochette Surprise című első stúdióalbumról. 
A dal Franciaországban 1. helyezett volt, míg a belga listán csupán a 22. helyig jutott.
A dalhoz Mario Fargetta és Maurizio Molella olasz lemezlovasok készítettek remixet.

## Megjelenések
12″  Hollandia Versailles – VER 659102-6
- A1 - Alison (Baby Mix) - 4:49
- A2 - Alison (Album Version) - 3:41
- B - Alison (Adult Underground Mix) - 4:53

## Slágerlista
| Slágerlista (1992–1993) | Legjobb helyezés |
| ----------------------- | ---------------- |
| Belgium Ultrapop        | 22               |
| Franciaország (SNEP)    | 1                |